# Запис орах на раскрсници (Мотрић)
Запис орах на раскрсници (Мотрић) се налази на парцели чији је власник Општина Рековац.

## Локација
| Општина             | Рековац                                                        |
| Катастарска општина | Мотрић                                                         |
| Потес               | Суваја                                                         |
| Координате          | 43° 48′ 37″ С; 21° 05′ 24″ И / 43.810200000000002° С; 21.09° И |
| Надморска висина    | 354m                                                           |

## Карактеристике
Дендрометријске вредности утврђене на терену и сателитским снимцима:
| Стабло                     | Орах |
| Висина стабла              | m    |
| Обим дебла                 | m    |
| Пречник крошње             | 7m   |
| Пречник дебла              | m    |
| Висина дебла до прве гране | m    |

## База записа
Запис је у оквиру Викимедија пројекта "Запис - Свето дрво" заведен под редним бројем 0219.